# City of Lancaster
Lancaster – dystrykt w hrabstwie Lancashire w Anglii.

## Miasta
- Carnforth
- Lancaster
- Morecambe

## Inne miejscowości
Abbeystead, Aldcliffe, Arkholme-with-Cawood, Bailrigg, Bank Houses, Bay Horse, Bolton-le-Sands, Borwick, Cantsfield, Caton with Littledale, Claughton, Cockerham, Dolphinholme, Ellel, Galgate, Glasson Dock, Gressingham, Heaton-with-Oxcliffe, Heysham, Hornby-with-Farleton, Ireby, Leck, Melling-with-Wrayton, Middleton, Nether Kellet, Over Kellet, Overton, Priest Hutton, Quernmore, Scotforth, Silverdale, Sunderland, Tatham, Tewitfield, Torrisholme, Warton, Wennington, Wray, Yealand Conyers, Yealand Redmayne, Yealand Storrs.